# デニス・ボウトシカリス
デニス・ボウトシカリス（Dennis Boutsikaris, 1952年12月21日 - ）は、アメリカ合衆国出身の俳優である。

## 出演作品

### テレビ
- ボディ・オブ・プルーフ 死体の証言
- PERSON of INTEREST 犯罪予知ユニット -s2e20リチャード・ネルソン（医師・名誉教授）役
- エレメンタリー ホームズ&ワトソン in NY
- シェイムレス 俺たちに恥はない
- グッド・ワイフ3（トミー・セゲラ）
- ブルーブラッド 〜NYPD家族の絆〜
- LAW & ORDER:性犯罪特捜班
- Dr.HOUSE
- ミディアム 霊能者アリソン・デュボア
- SHARK カリスマ敏腕検察官
- 女検察官アナベス・チェイス
- CSI:科学捜査班
- ラスベガス
- 女検死医ジョーダン
- ザ・プラクティス ボストン弁護士ファイル
- ER緊急救命室
- サルベーション-地球の終焉-（マルコム・クロフト博士）
- ブラインドスポット タトゥーの女（ルーカス・ナッシュ）
- ベター・コール・ソウル (リッチ)

### 映画
- ブッシュ（ポール・ウォルフォウィッツ（国防副長官））
- ブラック・ビートル
- パーフェクト・マーダー
- アバランチ2/雪崩
- 3つの顔を持つ女
- ボーイズ・オン・ザ・サイド
- ボーン・レガシー（テレンス・ワード）
- 氷上の疑惑/ケリガン殴打事件の隠された真実
- マッド・ハズバンド/あの愛は戻らない
- ミアの告白
- 愛、嘘、殺人
- 熱い絆
- ドリーム・チーム
- N.Y.コネクションII/倒錯の殺人プレイ
- クロコダイル・ダンディー2（ボブ）
- ニューヨーク東8番街の奇跡（メイソン・ベイラー）
- エクスタミネーター
- ドリーム・ゲーム/夢を追う男（英語版）